# Trojanówka (stacja kolejowa)
Trojanówka (ukr. Троянівка) – stacja kolejowa w miejscowości Trojanówka, w rejonie kamieńskim, w obwodzie wołyńskim, na Ukrainie. Położona jest na linii Sarny – Kowel.
Stacja istniała przed II wojną światową.